# Winrich von Kniprode
Winrich von Kniprode (Monheim am Rhein, 1310 – 1382) è stato il ventiduesimo Gran maestro dell'Ordine teutonico. Il suo periodo di governo fu insolitamente lungo, coprendo un arco di tempo di 31 anni (1351-1382).

## Biografia
Von Kniprode nacque nel 1310 a Monheim am Rhein. Egli ricoprì l'incarico di Komtur di Danzica (1338-1341), di Balga (1341-1343), e nel 1341 venne promosso a Gran Maresciallo.
Von Kniprode venne eletto Gran Maestro nel 1351. Egli si impegnò costantemente nella crociata contro il Granducato di Lituania per ottenere un accesso in Livonia. Una descrizione del personaggio viene compiuta in maniera sentita da un poeta contemporaneo, il quale riportava del comandante:
Von Kniprode morì nel 1382 e venne sepolto nel castello di Marienburg nel mausoleo sottostante la cappella di Sant'Anna.